# یواس‌اس چیس (دی‌دی-۳۲۳)
یواس‌اس چیس (دی‌دی-۳۲۳) (به انگلیسی: USS Chase (DD-323)) یک کشتی بود که طول آن ۹۵٫۸۳ متر (۳۱۴٫۴ فوت) بود. این کشتی در سال ۱۹۱۹ ساخته شد.